# H. L. Davis
Pour les articles homonymes, voir Davis.
Harold Lenoir Davis dit H. L. Davis, né le 18 octobre 1894 dans le comté de Douglas et mort le 31 octobre 1960 à San Antonio, est un écrivain et poète américain.
Son roman Honey in the Horn (en) (1935) remporta le prix Pulitzer de la fiction en 1936.

## Ouvrages
- Honey in the Horn (en). New York, Harper & Brothers, 1935,  (ISBN 0-89301-155-X)
- Proud Riders and Other Poems. New York, Harper & Brothers, 1942
- Harp of a Thousand Strings (novel). New York, William Morrow & Co., 1941
- Beulah Land (novel). New York, William Morrow & Company, 1949
- Winds of Morning (novel). New York, William Morrow & Company, 1952,  (ISBN 0-8371-5785-4)
- Team Bells Woke Me and Other Stories. William Morrow & Company, 1953,  (ISBN 0-8371-7125-3)
- The Distant Music (novel). New York, William Morrow & Company, 1957,  (ISBN 0-89174-045-7)
- Kettle of Fire. New York, William Morrow & Company, 1957,  (ISBN 1-299-07362-X)
- The Selected Poems of H. L. Davis. Introduction by Thomas Hornsby Ferril, Boise, Idaho, Ahsahta Press, 1978,  (ISBN 0-916272-07-9)